# Edward Nairne
Edward Nairne (ur. 1 stycznia 1726 r., zm. 1 września 1806 r. w Londynie) – brytyjski konstruktor i filozof naturalista.

## Życiorys
Urodzony 1 stycznia 1726 r., prawdopodobnie w Sandwich w Kencie. Rzemiosła uczył się u Matthew Lofta, po jego śmierci w 1748 r. założył własny warsztat. Konstruował przyrządy elektryczne, nawigacyjne i geodezyjne, ponadto dopracował projekt mikroskopu Johna Cuffa, zbudował pierwszy barometr rtęciowy, który zabrał w swoją wyprawę James Cook, oraz generator elektrostatyczny, a w 1770 r. przypadkiem wymyślił gumkę do ścierania. Korespondował z Benjaminem Franklinem i to z jego polecenia dostarczył aparaturę na potrzeby odbudowującego się po pożarze Uniwersytetu Harvarda. Od 1774 do 1793 roku współpracował z Thomasem Bluntem, który był jego uczniem od 1760 roku. Od 1776 roku członek Royal Society of London. Zmarł 1 września 1806 r. w Londynie.